# U-Bahnhof Centro Direzionale
Der Bahnhof Centro Direzionale ist ein unterirdischer Bahnhof der U-Bahn Neapel, Endstation der Linie 1.
Er befindet sich im Stadtteil Poggioreale, in der Mitte des Centro Direzionale, eines in den 1990er Jahren als Entlastungszentrum erbauten Büro- und Geschäftszentrums.

## Geschichte
Der Bahnhof Centro Direzionale wurde am 1. April 2024 in Betrieb genommen.

## Anbindung
| Linie   | Verlauf |
| ------- | --- |
| Linie 1 | Piscinola – Chiaiano – Frullone – Colli Aminei – Policlinico – Rione Alto – Montedonzelli – Medaglie d’Oro – Vanvitelli – Quattro Giornate – Salvator Rosa – Materdei – Museo – Dante – Toledo – Municipio – Università – Duomo – Garibaldi – Centro Direzionale |